# 가톨릭대학교 의정부성모병원
가톨릭대학교 의정부성모병원(가톨릭大學校議政府聖母病院，The Catholic University of Korea Uijeongbu St. Mary's Hospital)은 대한민국 경기도 의정부시 천보로 271에 있는 가톨릭대학교 가톨릭중앙의료원 부속 대학 병원이다. 1957년 5월 7일 경기도 양주군 의정부읍 271번지에 석조건물로 시작하여 그 후 1976년 5월 1일부터 4차례에 걸친 증, 개축을 실시하여 점차 150병상으로 확충하여 왔다. 1976년 5월 1일 가톨릭대학교 의학부 제 7부속병원이 됨으로써 CMC의 적극적 후원을 받아 1986년 5월 6일 종합병원으로 승격되었다. 1993년 5월 3일 의정부시 금오동 65-1 일대에 대지 21,094 제곱미터, 연건평 33,473 제곱미터(지하 1층, 지상9층) 규모의 신축병원을 완공하여 이전 한후, 현재 718병상 총 33개 진료부서를 가동하게 됨으로써 한수이북 유일의 대학 병원으로서 그 막중한 책임을 다하고자 노력하고 있다. 31개 진료과목에 706 병상을 운영하고 있다. 또한 2004년 경기북부권역응급의료센터를 완공하여 대형재난 및 응급의료를 담당하는 중추적 의료기관으로 성장하였다. 아울러 환자진료의 질을 더욱 높이기 위하여 최첨단 의료기기를 도입하여 가동하고 있다. 다중절편 나선형 단층 촬영 기기 (MULTI-SLICE SPIRAL CT) 와 경기북부병원으로서는 최초로 MRI 및 방사선 암치료기, 적외선 체열진단 기기, UBT(요소호기 검사 기기), TLA SYSTEM, ANGIO 장비, PET-CT를 보유하고 있으며 현재 FULL-PACS SYSTEM을 구축하였다.
2020년 5월 다빈치 시스템을 도입하여 로봇 수술이 가능한 병원이 되었으며, 2022. 5. 13. 국내 단일 병원 및 단일 장비기준 최단기간 1000례 로봇수술을 달성하였다. 9회 연속 급성기 뇌졸중 적정성 평가 결과 1등급을 획득한 심뇌혈관분야 진료전문성을 갖췄다.

## 현황
31개 진료과목, 입원실 649병상, 특수병상으로 응급센터(ED) 43병상, 신경외과 집중치료실(NS ICU) 10병상, 심장내과 집중치료실(CCU) 6병상, 응급센터/병동 집중치료실(ward ICU) 20병상, 신생아 집중치료실(NICU) 7병상을 운영중이다.

## 연혁
- 1957년 5월 7일: 의정부성모병원 개원
- 1976년 5월 1일: 가톨릭대학 부속병원으로 승격(제7 부속병원)
- 2000년 7월 31일: 경기북부 권역응급의료센터로 지정
- 2009년 5월 15일: 중증외상특성화센터로 지정
- 2014년 10월: 경기북부 권역외상센터 지정
- 2018년 6월: 호스피스 병동 개소
- 2020년 5월: 로봇수술 센터 개소
- 2021년 3월: 경기북부 최초 신장이식수술 100례 달성
- 2022년 5월: 로봇수술 1000례 달성(국내 단일 병원 및 단일 장비기준 최단기간)
- 2022년 7월: 급성기 뇌졸중 적정성 평가 결과 9회 연속 1등급, 종합점수 99.95 경기동북부 유일 9회 연속 1등급
- 2023년 1월: 권역응급의료센터 재지정(2023.01.01~25.12.31)
- 2023년 10월: 보건복지부 의료질평가 2년 연속 1등급 획득(1-나)